# Don Mancini
Pour les articles homonymes, voir Mancini.
Don Mancini (né le 25 janvier 1963) est un scénariste, un producteur et un réalisateur américain, notamment connu comme le scénariste de la série de films Chucky, films d'horreur basés sur l'histoire d'une poupée tueuse, suivis d'une série télévisée, Chucky, diffusée à partir du 12 octobre 2021 sur Syfy, USA Network et à partir du 1er décembre 2021 en intégralité sur Peacock aux États-Unis, et diffusée sur Salto depuis le 1er avril 2022, en France.

## Filmographie

### Scénariste
- 1988 : Jeu d'enfant (Child's Play)
- 1990 : Chucky, la poupée de sang (Child's Play 2)
- 1991 : Chucky 3 (Child's Play 3)
- 1998 : La Fiancée de Chucky (Bride of Chucky)
- 2004 : Le Fils de Chucky (Seed of Chucky)
- 2013 : La Malédiction de Chucky (Curse of Chucky)
- 2017 : Le Retour de Chucky (Cult of Chucky)
- 2021 : Chucky (Chucky)

### Réalisateur
- 2004 : Le Fils de Chucky (Seed of Chucky)
- 2013 : La Malédiction de Chucky (Curse of Chucky)
- 2017 : Le Retour de Chucky (Cult of Chucky)